# Peyrolles-en-Provence
Peyrolles-en-Provence is een gemeente in het Franse departement Bouches-du-Rhône (regio Provence-Alpes-Côte d'Azur). De plaats maakt deel uit van het arrondissement Aix-en-Provence. Peyrolles-en-Provence telde op 1 januari 2022 5.316 inwoners.

## Geografie
De oppervlakte van Peyrolles-en-Provence bedroeg op 1 januari 2022 34,9 vierkante kilometer; de bevolkingsdichtheid was toen 152,3 inwoners per km².
De onderstaande kaart toont de ligging van Peyrolles-en-Provence met de belangrijkste infrastructuur en aangrenzende gemeenten.

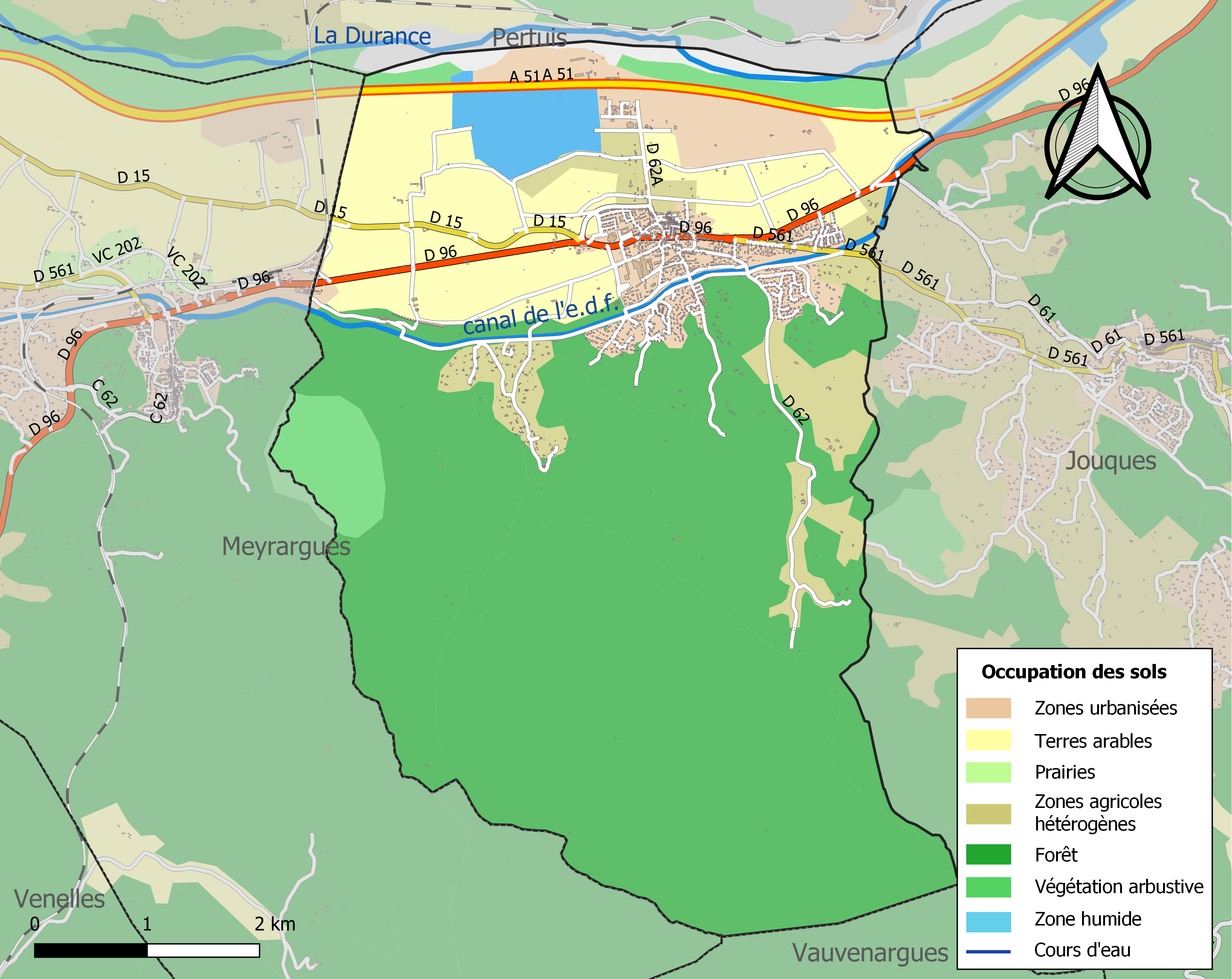

## Demografie
Onderstaande figuur toont het verloop van het inwonertal (bron: INSEE-tellingen).
Vanwege een beveiligingsprobleem met de MediaWiki Graph-software is het momenteel niet mogelijk deze grafiek weer te geven. Zodra de software is bijgewerkt zal de grafiek vanzelf weer zichtbaar worden.